# Åsa Romson
Åsa Romson (Salem, provincia de Estocolmo; 22 de marzo de 1972) es una política sueca, del Partido Verde.

## Biografía
Romson nació en Salem, Suecia, en 1972. Fue diputada del Parlamento de Suecia - el Riksdagen, desde 2010 a 2017.  Dirigió entre 2011 y 2016 el Partido Verde, junto a Gustav Fridolin, ministro de Educación.
Fue Vice primera ministra y ministra del Clima y del Ambiente en el Gobierno Löfven, entre 2014 y 2016.